# Xã Mastodon, Michigan
Xã Mastodon (tiếng Anh: Mastodon Township) là một xã thuộc quận Iron, tiểu bang Michigan, Hoa Kỳ. Năm 2010, dân số của xã này là 656 người.